# Świątynia Shri Venkateswara w Tividale
Świątynia Shri Venkateswara w Tividale – świątynia hinduistyczna w miejscowości Tividale w aglomeracji Birmingham, największa świątynia hinduistyczna w Europie.

## Historia
Idea budowy świątyni hinduistycznej w Birmingham zrodziła się w latach 70. XX wieku. W 1984 miejscowa społeczność założyła w tym celu stowarzyszenie Shri Venkateswara (Balaji) Temple. W 1995 pozyskano grunt pod budowę świątyni. Ceremonia wmurowania fundamentów Bhoomi Pooja odbyła się w 1997. Prace budowlane zakończono w 2005, a w sierpniu 2006 odbyła się uroczysta ceremonia otwarcia świątyni.
W 2007 urządzono w ogrodach świątynnych ozdobny staw z posągiem Ananthapadmanabha.

## Architektura
Świątynia reprezentuje południowoindyjskie style drawidyjskie z charakterystycznymi licznymi rzeźbami z kamienia,